# Tianschanella monstruosa
Tianschanella monstruosa är en tvåvingeart som beskrevs av Brodskij 1930. Tianschanella monstruosa ingår i släktet Tianschanella och familjen Blephariceridae. Inga underarter finns listade i Catalogue of Life.